# Andreas Dietziker
Andreas Dietziker, né le 15 octobre 1982 à Goldingen, est un coureur cycliste suisse.

## Biographie
Champion de Suisse junior en 2000, puis espoir en 2004, Andreas Dietziker commence sa carrière professionnelle en 2005 dans l'équipe eD'System-ZVVZ. Il rejoint l'année suivante le Team LPR, avec lequel il gagne en 2007 le Giro del Mendrisiotto et une étape du Tour de Rhénanie-Palatinat. En 2008, il est recruté par l'équipe Volksbank.

## Palmarès
- 2000
  -  Champion de Suisse sur route juniors
  -  Champion de Suisse du contre-la-montre juniors
- 2002
  - 3e du championnat de Suisse de poursuite
- 2003
  - Tour de Berlin :
    - Classement général
    - 2e étape (contre-la-montre)

  - 3e du championnat de Suisse sur route espoirs
- 2004
  -  Champion de Suisse du contre-la-montre espoirs
  - 2e du Giro del Canavese
  - 8e du championnat d'Europe sur route espoirs
  - 9e du championnat du monde sur route espoirs
- 2007
  - Giro del Mendrisiotto
  - 5e étape du Tour de Rhénanie-Palatinat
- 2008
  - 2e du Tour de Bavière
  - 3e du championnat de Suisse du contre-la-montre
- 2010
  - Giro del Mendrisiotto
- 2012
  - 2eb étape de la Semaine internationale Coppi et Bartali (contre-la-montre par équipes)

## Résultats sur les grands tours

### Tour d'Italie
1 participation
- 2012 : 109e

## Classements mondiaux
| Année           | 2005 | 2006 | 2007 | 2008 | 2009 | 2010 | 2011 | 2012 |
| --------------- | ---- | ---- | ---- | ---- | ---- | ---- | ---- | ---- |
| UCI Europe Tour | 415e |      | 166e | 159e | 389e | 407e | 574e | 697e |